# بورلی آرچر
بورلی آرچر (انگلیسی: Beverly Archer؛ زادهٔ ۱۹ ژوئیهٔ ۱۹۴۸) یک هنرپیشه، و فیلم‌نامه‌نویس اهل ایالات متحده آمریکا است.
او در فیلم برعکس بازی کرده‌است.